# Our Town (Lied)
Our Town ist ein von Randy Newman für den Film Cars geschriebenes Lied. Es wurde interpretiert durch den Künstler James Taylor, der auf dem Lied auch Gitarre spielt. Our Town wurde mit einem Grammy ausgezeichnet.

## Veröffentlichung
Inhaltlich wird in Our Town der Niedergang der fiktiven Stadt Radiator Springs an der Route 66 beschrieben, nachdem durch den Bau der Interstate 40 der Verkehr an der Stadt vorbeigeführt wurde.
Der Soundtrack zu Cars wurde 2006 von Disney veröffentlicht. In Deutschland erfolgte die Veröffentlichung bei Disney und EMI. Our Town ist dabei das fünfte Stück der 20 Stücke auf dem Tonträger. Auf dem deutschen Soundtrack wird „Unsere Stadt“ von 
Ole Soul gesungen.

## Hintergrund
Zum Zeitpunkt, als Randy Newman Our Town schrieb, war er schon als Komponist von Filmmusik bekannt. Er hatte für zahlreiche Filme die Filmmusik geschrieben, alleine für Pixar Animation Studios etwa die Filmmusik für Toy Story, Toy Story 2 und Monster AG. Er schreibt dabei sowohl die Musik als auch die Texte und teilt – anders als sonst üblich – diese Arbeit nicht.

## Rezension
Roger L. Hall wertete für die American Music Preservation, dass der Soundtrack für Cars nicht an Randy Newmans frühere Soundtracks für Pixar herankäme. Die meisten Musikstücke seien bloß Lückenfüller Die einzige Ausnahme sei das nostalgische Our Town, das im netten easygoing Stil von James Taylor gespielt würde.

## Auszeichnungen
- Grammy Award: Bei den Grammy Awards 2007 wurde Our Town als bestes Lied geschrieben für ein visuelles Medium mit dem Grammy ausgezeichnet.[4] Am selben Abend gewann Newman des 34. Annie Award für den gesamten Soundtrack von Cars.[5]
- World Soundtrack Awards Our Town konnte die World Soundtrack Awards 2006 in der Kategorie Best Original Song Written for Film für sich entscheiden.[6]
- Oscar: Für die Oscarverleihung 2007 war Our Town für den Besten Filmsong nominiert worden, musste sich aber I Need to Wake Up von Melissa Etheridge in Eine unbequeme Wahrheit geschlagen geben. Weitere nominierte Songs waren Listen, Patience und Love You I Do aus dem Film Dreamgirls.[7]